# Parc éolien d'Onnaing
Le parc éolien d'Onnaing est un parc éolien terrestre construit en 2011 et sis sur le finage de la commune d'Onnaing, dans le département du Nord, en France. Il compte une seule éolienne.

## Description
Une éolienne expérimentale DDIS-60 est mise en service en 2011 dans le parc d'activité de la Vallée de l'Escaut, à Onnaing, le long de l'autoroute A2. Elle mesure quatre-vingts mètres de hauts, a un rotor d'un diamètre de soixante mètres et une puissance de huit-cents kilowatts. C'est une éolienne de taille moyenne.
Au milieu des années 2020, Poweend envisage de rajouter deux éoliennes.